# Малки гласове
„Малки гласове“ (на английски: Small Voices) е филипинска драма от 2002 г. на режисьора Гил Потрес. Това е единствения филипински филм, който се разпространява от Уорнър Брос Пикчърс.